# Ophrys apifera
A Ophrys apifera, comummente conhecida como erva-abelha é uma espécie de orquídea perene, pertencente ao tipo fisionómico dos geófitos, que marca presença em Portugal.

## Nomes comuns
Além de «erva-abelha», dá ainda pelos seguintes nomes comuns: ófris (nome comum a todas as espécies do género Ophrys), abelha-flor, erva-aranha, abelheira, nigela (não confundir com as espécies Nigella damascena e Nigella hispanica, que consigo partilham este nome comum) e alpivre.
Importa assinalar que a espécie Ophrys speculum partilha todos os nomes comuns desta espécie, com a excepção de «alpivre».

### Etimologia

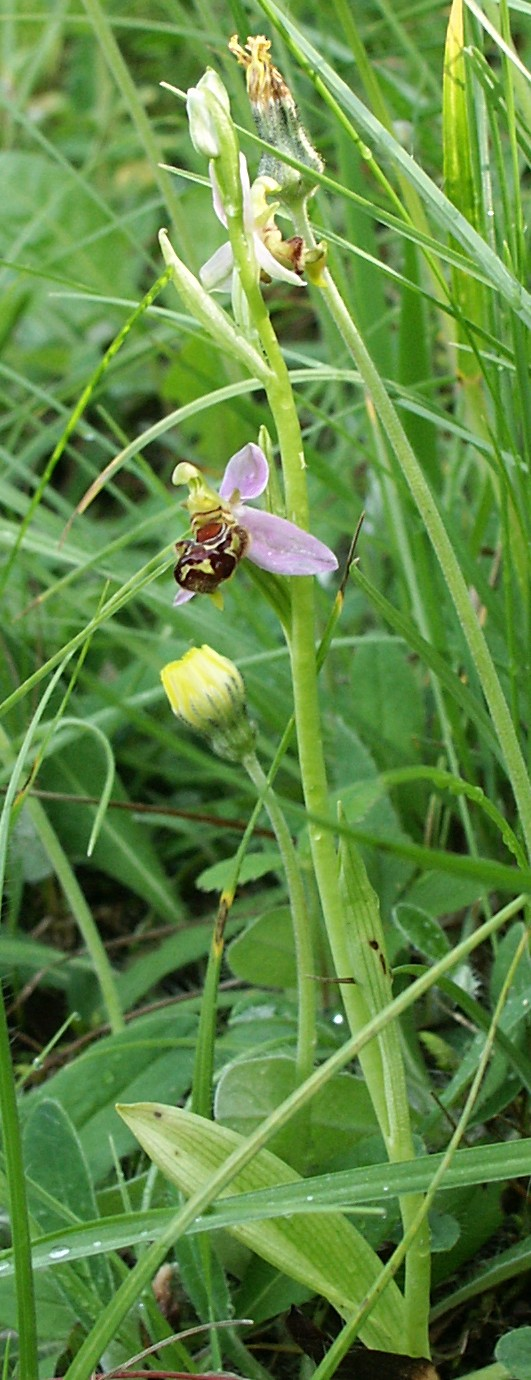
Uma erva-abelha

Quanto ao nome científico desta espécie:
- O nome genérico, Ophrys, provém do grego clássico e significa "sobrolho», por alusão à penugem das flores deste género.[8]

- O epíteto específico, apifĕra, provém do latim e significa «com forma de abelha».[9]

Do que toca aos nomes comuns:
- «Ófris» entra na língua portuguesa por via erudita, em alusão ao género científico Ophrys.[4]
- «Alpivre» provém do latim apifĕra[9], que entrou no português por via popular
- Os nomes «abelha-flor», «erva-abelha» e «abelheira», vêm por alusão às vistosas flores desta espécie, cujas sépalas ovais arroxeadas ou alvadias, acompanhadas por um labelo de cor mais escura, configuram um semblante semelhante ao de uma abelha.[10][11]

## Distribuição
É uma planta bastante comum na área mediterrânica, a leste do Mar Negro, na Inglaterra, na Alemanha e é nativa de Portugal Continental, onde, como todas as orquídeas naturais, tem o estatuto de espécie protegida.. 
Em Portugal Continental, esta espécie marca presença em quase todas as zonas, salvo as do Nordeste, o Noroeste montanhoso, a Terra Fria Transmontana, o Centro-Norte, o Sudoeste montanhoso e as Berlengas.

### Ecologia

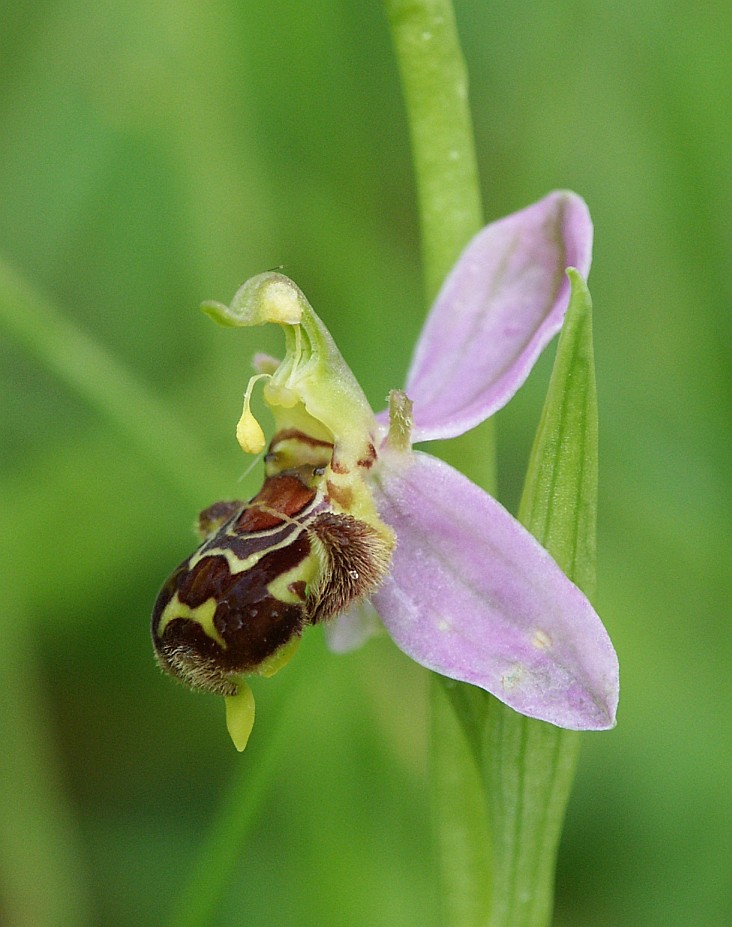
Auto-polinização: Uma ou duas políneas dobram-se em direcção ao estigma

Medra em climas temperados, geralmente encontrada em turfa semi-seca, sobre rochas, dunas calcárias, em bosques abertos, pastagens e prados, clareiras de bosques e ermos sáfaros.
Priveligia solos relativamente húmidos, razoavelmente profundos, sendo indiferente se o substracto é ácido ou básico.

## Descrição
É uma orquídea vigorosa, que cresce até aos 30 cm. Vive em simbiose com a micorriza (um fungo presente na terra).
No outono, a erva-abelha desenvolve pequenas rosetas de folhas que continuam a crescer lentamente durante o inverno. As flores aparecem no ano seguinte. Todos os anos, entre junho e julho, produz uma a dez flores numa raque.
Nas plantas das zonas mais setentrionais, as flores são quase exclusivamente autopolinizadas; nas zonas mediterrânicas, a fecundação é feita pela abelha solitária Eucera.
As folhas alternadas são elípticas e afiladas.

O apículo do ginostémio é flexuoso e mais ou menos comprido. O labelo é tão largo como comprido, apresentando uma coloração vermelha-escura e aveludada, com linhas glabras esverdeadas simétricas.